# Stazione di Bojeong
Bojeong (보정역 - 寶亭驛, Bojeong-yeok ) è una stazione ferroviaria servita dalla linea Bundang della Korail. La stazione si trova nel quartiere di Giheung-gu, a Yongin, città della regione del Gyeonggi-do, in Corea del Sud.

## Linee
Korail
■ Linea Bundang (Codice: K234)

## Struttura
La stazione è realizzata in sotterranea, con due marciapiedi laterali e due binari passanti, protetti da porte di banchina. 
| 1 | ■ Linea Bundang | per Giheung, Mangpo e Suwon                |
| 2 | ■ Linea Bundang | per Bokjeong, Suseo, Seolleung e Wangsimni |

## Stazioni adiacenti
| «                            | Servizio      | »             |
| Linea Bundang                | Linea Bundang | Linea Bundang |
| ---------------------------- | ------------- | ------------- |
| K233 Jukjeon                 | Locale        | Guseong K235  |
| I treni espressi non fermano |               |               |